# Ốc mỡ hoa
Ốc mỡ hoa (danh pháp khoa học: Natica maculosa Lamarch) là một loài ốc biển săn mồi, là động vật thân mềm chân bụng sống ở biển trong họ Naticidae, họ ốc Mặt Trăng.